# Eric (mini-série)
Pour les articles homonymes, voir Eric (homonymie).
Eric est une mini-série télévisée britannique en six épisodes de 52 à 55 minutes, créée  par Abi Morgan et diffusée le 30 mai 2024 sur la plateforme Netflix.

## Synopsis
New York, années 1980, Edgar un jeune garçon de neuf ans disparaît. Son père Vincent, marionnettiste alcoolique et désagréable au possible, sombre dans l'instabilité. Il s'éloigne de sa femme et de ses collègues pour retrouver son fils avec l'aide imaginaire d'Eric, la marionnette créée par Edgar.

## Distribution
- Benedict Cumberbatch (VF : Stéphane Roux) : Vincent Anderson / Eric[2]
- Gaby Hoffmann (VF : Julie Cavanna) : Cassie Anderson
- McKinley Belcher III (en) (VF : Jean-Baptiste Anoumon) : Michael Ledroit
- Ivan Morris Howe (VF : Zadig Le Labourier-Tiêu) : Edgar Anderson
- Dan Fogler (VF : Christophe Lemoine) : Lennie Wilson
- Bamar Kane : Yuusuf Egbe
- Erika Soto (VF : Olivia Luccioni) : Tina
- Donald Sage Mackay (VF : Jean-Pol Brissart) : Jerry
- Wade Allain-Marcus (VF : Pierre Tessier) : Alex Gator
- David Denman (VF : Jochen Hägele) : Matteo Cripp
- Ioachim Ciobanu (VF : Grégory Kristoforoff) : Misha Varga
- Adepero Oduye : Cécile Rochelle
- Roberta Colindrez (VF : Vanessa Van-Geneugden) : Ronnie
- Clarke Peters (VF : Emil Abossolo-Mbo) : George Lovett
- Adam Silver (VF : Julien Mior) : Murray
- Stefan Race (VF : Hugo Brunswick) : TJ
- Alexis Molnar (VF : Vanessa Van-Geneugden) : Raya
- Phoebe Nicholls (VF : Catherine Lafond) : Anne Anderson

 Source et légende : version française (VF) sur RS Doublage

## Production

### Développement
En novembre 2021, Netflix commande la série aux sociétés de production Little Chick Productions et Sister Productions.
Le scénario est écrit par Abi Morgan, avec Lucy Forbes à la réalisation et Holly Pullinger à la production, avec Benedict Cumberbatch en tant qu'acteur dans le rôle principal et producteur exécutif. Jane Featherstone et Lucy Dyke de Sister Productions sont productrices exécutives, et Abi Morgan, productrice exécutive pour Little Chick Productions.

### Attributions des rôles
En février 2023, Gaby Hoffmann, McKinley Belcher III, Dan Fogler, Clarke Peters, Ivan Morris Howe, Phoebe Nicholls, David Denman, Bamar Kane, Adepero Odyue, Alexis Molnar et Roberta Colindrez rejoignent Benedict Cumberbatch dans la distribution. Plus tard le même mois, Jeff Hephner et Wade Allain-Marcus les rejoignent,.

### Tournage
Le tournage commence au début de l'année 2023, notamment à Budapest et à Manhattan[réf. nécessaire].

### Musique
La musique de la série est composée par Keefus Ciancia, dont l'album est diffusé, le 31 mai 2024, sur les plateformes de streaming. La chanson de Good Day Sunshine est écrite par Tim Minchin.

### Fiche technique
Sauf indication contraire, les informations mentionnées dans cette section peuvent être confirmées par la base de données cinématographiques IMDb,  présente dans la section « Liens externes ».
- Titre original : Eric
- Création : Abi Morgan
- Réalisation : Lucy Forbes
- Scénario : Abi Morgan
- Musique : Keefus Ciancia (en)
- Direction artistique : James J. Fenton, Peter Findley, Norbert Nagy, Beatrix Petõ, Veronika Toldi et Nacho Tomás
- Décors : Alex Holmes
- Costumes : Suzanne Cave
- Photographie : Benedict Spence
- Montage : Dan Gage, Selina Macarthur et Peter Oliver
- Casting : Jodi Angstreich, Laura Rosenthal et Robert Sterne
- Production : Holly Pullinger
- Production exécutive : Benedict Cumberbatch, Lucy Dyke, Jane Featherstone (en), Lucy Forbes et Abi Morgan
- Coproduction : Francesca Cingolani
- Sociétés de production : Little Chick Productions et Sister Productions
- Société de distribution : Netflix
- Pays de production :  Royaume-Uni
- Langue originale : anglais
- Format : couleur – son Dolby Digital
- Genre : drame, thriller psychologique
- Nombre d'épisodes : 6
- Durée : 52 à 55 minutes
- Date de première diffusion : 30 mai 2024 sur Netflix

## Épisodes

### Épisode 1
- 30 mai 2024 sur Netflix

- William Hope : Commissaire Nelson
- Chloe Claudel : Ellis
- Simon Manyonda : Jackson
- Raymond Carr : Frank
- Gloria Obianyo : Angela
- Laurence Moran : Lorenzo
- Andy Lucien : le vigile
- David Brooks : le vétéran du Vietnam
- Milai Taguchi : le vendeur
- Michelle Beck : l'assistant de production
- Anabelle Daisy Grundberg : Monica
- Anders Olof Grundberg : Bryan
- Kosha Engler : Marsha
- Jeff Hephner : Costello
- Willem van der Vegt : Levy
- George Lester : la drag queen
- Roderick Hill : l'homme en costume
- Orlando Norman : Ricardo
- Phil Trasolini : le chef
- Lorena Santana Somogyi : une serveuse
- Bobby Schofield : l'inspecteur Kennedy
- Ryan Hunter : l'inspecteur Nokes
- Mark Gillis : William Elliot
- Patrick McCullough : le présentateur de la télé
- Pandora Colin : Mme Ryan
- Jared Johnston : un barman
- Onie Maceo Watlington : une petite fille (non-créditée)

### Épisode 2
- 30 mai 2024 sur Netflix

- Joe T. Horn : un officier du NYPD
- William Hope : le commissaire Nelson
- Robert Galas : Greg
- Sabrina Jàvor : Mary
- Pandora Colin : Mme Ryan
- Gloria Obianyo : Angela
- Simon Manyonda : Jackson
- Chloe Claudel : Ellis
- Raymond Carr : Frank
- Gergely Boronyak : un officier du NYPD
- LaTonya Borsay : Renata Clark
- Bálint Antal : un inspecteur
- Jeff Hephner : Costello
- Lyman Chen : un portier
- John Doman : Robert Anderson
- Mark Gillis : William Elliot
- George Lester : la drag queen
- Orlando Norman : Ricardo
- Lorena Santana Somogyi : une serveuse
- Ruki Baunoch : un jeune garçon
- Phil Trasolini : le chef

### Épisode 3
- 30 mai 2024 sur Netflix

- LaTonya Borsay : Renata Clark
- Andrew Haserlat : un journaliste
- Gerard Monaco : Bruno Di Bari
- Jeff Hephner : Costello
- Chloe Claudel : Ellis
- Simon Manyonda : Jackson
- Jeff Ricketts : Dan
- Carna Krsul : Gina
- Kosha Engler : Marsha
- Anabelle Daisy Grundberg : Monica
- Linda Király : le présentateur de la télé
- Anders Olof Grundberg : Bryan
- Orlando Norman : Ricardo
- Mark Gillis : William Elliot
- Angela Christine : un journaliste #2
- John Doman : Robert Anderson
- Ryan Hunter : l'inspecteur Nokes
- Raymond Carr : Frank
- George Lester : Drag Queen
- Mercedes Bahleda : Lorenza Cripp
- Viktor Heiczman : l'homme d'affaire (non-crédité)

### Épisode 4
- 30 mai 2024 sur Netflix

- András Komornik : Garbage Man
- Jeff Hephner : Costello
- Patrick McCullough : Présentateur télé
- Law X : Tracks
- Levente Törköly : Alexander Lakatos
- John Doman : Robert Anderson
- Blaise Corrigan : le chauffeur de Robert
- Gerard Monaco : Bruno Di Bari
- Regina Turoczi : l'assistant du maire
- Amy Pemberton : Dana Nokes
- Katalin Ruzsik : une infirmière
- Mark Gillis : William Elliot
- Amanda Drew : Caroline
- Rickland Powell : le conducteur sur la photo (non-crédité)

### Épisode 5
- 30 mai 2024 sur Netflix

- LaTonya Borsay : Renata Clark
- Amanda Drew : Caroline
- Andy Lucien : le vigile
- Simon Manyonda : Jackson
- Chloe Claudel : Ellis
- Gerard Monaco : Bruno Di Bari
- William Hope : le commissaire Nelson
- Jeff Hephner : Costello
- Raymond Carr : Frank
- Laurence Moran : Lorenzo
- Orlando Norman : Ricardo
- Ryan Hunter : l'inspecteur Nokes
- Willem van der Vegt : Levy
- Joe T. Horn : un officier du NYPD #1
- Mark Gillis : William Elliot
- John Doman : Robert Anderson
- George Lester : la drag queen
- Bence Orere : Marlon
- Jay Lafayette Valentine : un sans-abri
- Tamás Varga : un vieil homme
- Nick Wittman : un officier du NYPD #2

### Épisode 6
- 30 mai 2024 sur Netflix

- John Doman : Robert Anderson
- Bence Orere : Marlon
- Ryan Hunter : l'inspecteur Nokes
- Bobby Schofield : l'inspecteur Kennedy
- Jeff Hephner : Costello
- Levente Törköly : Lexi
- William Hope : le commissaire Nelson
- Kosha Engler : Marsha
- Gerard Monaco : Bruno
- Carna Krsul : Gina
- Anabelle Daisy Grundberg : Monica
- Willem van der Vegt : Levy
- Anders Olof Grundberg : Bryan
- Andy Lucien : le vigile
- Bonnie Rose : une serveuse
- Abigail Lopez : un enfant
- Will Connolly : un protestant
- Kalel Rosa Lozada : un jeune enfant
- Laurence Moran : Lorenzo
- LaTonya Borsay : Renata Clark
- Michelle Beck : l'assistant de production
- Gloria Obianyo : Angela
- Chloe Claudel : Ellis
- Simon Manyonda : Jackson
- Raymond Carr : Frank
- Viktor Heiczman : l'homme d'affaire (non-crédité)

## Accueil

### Accueil critique
Sur le site Rotten Tomatoes, 70 % des 66 critiques ont donné une critique positive à la série, avec une note moyenne de 6.3⁄10. Sur Metacritic, la série détient une note moyenne de 61⁄100, basée sur 31 critiques, indiquant des critiques « généralement favorables ». Sur Allociné, la série détient une note moyenne de 3.5⁄5 pour 181 critiques et une moyenne de 7⁄10 pour 13 000 critiques sur Internet Movie Database.